# Yūta Tamamori
Yūta Tamamori (玉森 裕太?, Tamamori Yūta; Tokyo, 17 marzo 1990) è un attore giapponese.
È entrato nel mondo dello spettacolo nel 2002 e ha debuttato come attore nel 2009. Come membro della boy band Kis-My-Ft2, ha debuttato con il CD Everybody Go nel 2011. Oltre all'attività di boy band, lavora principalmente come attore. Negli ultimi anni, è stato invitato in Italia, partecipando ad esempio all'esposizione di Dolce & Gabbana a Milano nell'aprile del 2024, e come ospite alla presentazione di Brunello Cucinelli durante la Settimana della moda di Milano nel febbraio del 2025.

## Filmografia

### Cinema
- 2009: Gokusen - Il film
- 2012: Shiritsu Bakaleya Kōkō - the movie
- 2013: Ataru the Movie: the First Love & the Last Kill
- 2015: World of Delight
- 2019: Parallel World Love Story
- 2023: Shylock's Children

### Televisione
- Gokusen 3 Special - Takasugi Reita (NTV, 2009)
- Shiawase ni Narou yo (Fuji TV, 2011)
- Ikemen desu ne (TBS, 2011)
- Saikō no jinsei no owarikata - Ending Planner (TBS, 2012) (cameo, episodes 1-2)
- Ataru (serie televisiva) (TBS, 2012)
- Ataru Special (TBS, 2013)
- Nobunaga no chef (TV Asahi, 2013)
- Pin to Kona (TBS, 2013)

- The second season of the Knife and the Sword (TV Asahi, 2014)

- Zeni no Sensou (Fuji TV, 2015)
- Youth Detective Haruya (Nippon TV, 2015)
- Reverse (TBS, 2017)
- Key person of interest detective (TV Asahi, 2017)
- La Grande Maison Tokyo (TBS, 2019)
- Oh My Boss! Love not included (TBS, 2021)
- Nice Flight! (TBS, 2022)
- Patient Chart Prayer (Nippon TV, 2022)
- I Wanna Punch That Scumbag! (TBS, 2024)
- La Grande Maison Tokyo Special (TBS, 2024)

### Doppiaggio
- Elemental (Pixar, 2023 Doppiaggio giapponese) come Wade Ripple